# Wolfgang Schüssel
Wolfgang Schüssel, né le 7 juin 1945 à Vienne, est un homme d'État autrichien, membre du Parti populaire autrichien (ÖVP) et ancien chancelier fédéral.
Responsable au sein de l'ÖVP avant même vingt-cinq ans, il est élu député fédéral en 1979. Dix ans plus tard, il est nommé ministre fédéral des Affaires économiques dans la grande coalition alors au pouvoir.
Il prend, en 1995, la présidence fédérale de l'ÖVP et devient vice-chancelier et ministre fédéral des Affaires étrangères. Quelques mois plus tard, il enraye la chute de son parti aux législatives, mais est devancé quatre ans plus tard de moins de 500 voix par le parti d'extrême-droite FPÖ.
Il choisit cependant de s'associer à ce dernier et est investi chancelier fédéral, créant de forts remous dans son pays et l'Union européenne. Les législatives anticipées de 2002 lui permettent de redonner à sa formation la première place sur l'échiquier politique, ce qui n'était pas arrivé depuis trente-cinq ans. Il continue de gouverner avec le FPÖ, nettement affaibli et remplacé dans la coalition par la BZÖ en 2005.
Malgré son échec aux législatives de 2006, il prend la présidence du groupe parlementaire, qu'il abandonne à la suite du scrutin suivant, en 2008. Trois ans plus tard, il est contraint de se retirer de la vie politique pour des affaires de corruption datant de son passage à la chancellerie.

## Biographie

### Les débuts en politique
En 1968, à la suite de ses études de droit, il s'engage complètement dans l'ÖVP en devenant secrétaire du groupe parlementaire au Conseil national, alors que le parti gouverne l'Autriche. Il exerce cette responsabilité jusqu'en 1975, lorsqu'il devient secrétaire général de la Fédération économique autrichienne (ÖWB), une structure associée au Parti populaire.

### Député puis ministre fédéral
À l'occasion des élections législatives du 6 mai 1979, remportées à la majorité absolue par le Parti socialiste d'Autriche (SPÖ), il est lui-même élu député fédéral. Lorsque le SPÖ doit se tourner vers l'ÖVP pour gouverner, à la suite des élections anticipées du 23 novembre 1986, il fait partie du groupe de négociations. L'année suivante, il devient vice-président du groupe parlementaire.
Lors du remaniement ministériel du 24 avril 1989, consécutif à l'élection de Josef Riegler à la présidence du parti, Wolfang Schüssel fait son entrée au gouvernement, en tant que ministre fédéral des Affaires économiques. Il abandonne, en 1991, ses fonctions à l'ÖWB.

### Président du Parti populaire
Le 22 avril 1995, alors que le Parti populaire autrichien est en plein doute sur sa stratégie au regard des bons chiffres du Parti libéral d'Autriche (FPÖ, extrême-droite) dans les sondages, Wolfang Schüssel est élu président fédéral de la formation en remplacement d'Erhard Busek. Un remaniement ministériel est organisé douze jours plus tard, au cours duquel il est promu vice-chancelier et ministre fédéral des Affaires étrangères.
Très rapidement, des désaccords entre le Parti social-démocrate et l'ÖVP sur le budget apparaissent. Des législatives anticipées sont alors convoquées pour le 17 décembre 1995. Lors du scrutin, les conservateurs stoppent leur chute et progressent de 0,6 points, tandis que les nationalistes reculent dans les mêmes proportions. La grande coalition est ensuite reconduite, sous l'autorité du chancelier social-démocrate sortant Franz Vranitzky d'abord, puis Viktor Klima à compter de 1997.

### Chancelier fédéral

#### L'alliance controversée avec le FPÖ: la coalition noire-bleue
Aux élections législatives du 3 octobre 1999, un coup de tonnerre secoue la scène politique autrichienne, le FPÖ se hissant à la deuxième place avec 415 voix d'avance sur l'ÖVP, qui recule cependant de 1,3 points à peine. Bien que l'alliance avec le SPÖ, d'ailleurs arrivé en tête, soit toujours majoritaire, Schüssel choisit de constituer une « coalition noire-bleue » avec les ultra-nationalistes et devient, le 4 février 2000, chancelier fédéral.
C'est la première fois depuis 1970 qu'un chancelier est issu de l'ÖVP et la première fois depuis la fin de la Seconde Guerre mondiale qu'une formation d'extrême droite participe au gouvernement en Autriche. Cette alliance est réprouvée par le président fédéral Thomas Klestil et entraîne des sanctions diplomatiques officieuses de l'Union européenne.
Il espère ainsi gouverner à droite et amener ce parti à des positions plus modérées à terme. Si le FPÖ n'a jamais renié ses positions sur les questions d'immigration et de sécurité, il n'a pas non plus pris l'ascendant sur l'ÖVP, qui impose son programme de gouvernement et prend rapidement l'ascendant sur le parti de Haider, qui se déchire en interne.

#### La victoire historique de 2002 et la coalition noire-orange

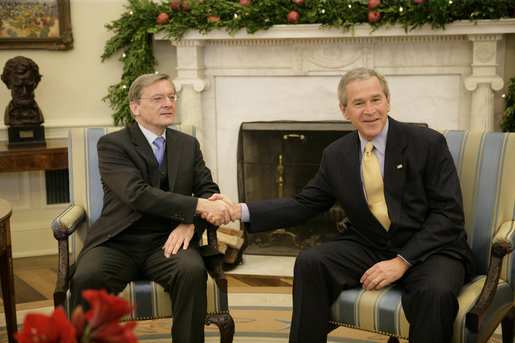
Schüssel et le président des États-Unis George W. Bush à la Maison-Blanche, en décembre 2005.

Les dissensions du FPÖ conduisent à une instabilité telle que des élections anticipées sont convoquées le 24 novembre 2002. Avec un score de 42,3 % des voix, l'ÖVP fait un bond de quinze points, devance les sociaux-démocrates de six points et redevient le premier parti du pays, une première depuis le scrutin de 1966.
Ayant négocié en parallèle avec le Parti social-démocrate d'Autriche et le Parti libéral d'Autriche, tombé à 10 %, il choisit finalement de reconduire la coalition sortante, dans laquelle les rapports de force sont désormais clairement en faveur des conservateurs. En avril 2005, alors que les nationalistes radicaux prennent le contrôle du FPÖ, le leader populiste historique du parti, Jörg Haider, provoque une dissidence et fonde l'Alliance pour l'avenir de l'Autriche (BZÖ). Cette dernière remplace aussitôt le Parti libéral au gouvernement, ce qui forme une « coalition noire-orange ». 

### Défaite surprise en 2006
À la surprise générale, malgré de bons résultats et une cote de popularité non négligeable, le parti de Wolfgang Schüssel ne recueille que 34,2 % des voix lors des élections législatives du 1er octobre 2006, face au SPÖ d'Alfred Gusenbauer qui obtient 35,7 %.
À l'issue des négociations post-électorales qui conduisent à la formation d'une nouvelle grande coalition entre le SPÖ et l'ÖVP, il cède son siège de chancelier au dirigeant social-démocrate et quitte également ses fonctions à la tête de l'ÖVP, et il devient chef du groupe parlementaire conservateur au Conseil national. Wilhelm Molterer le remplace à la direction du parti.

### Fin de carrière
Après les élections législatives anticipées de 2008, il renonce à diriger le groupe parlementaire mais continue de siéger au Conseil national. Impliqué dans l'affaire des pots-de-vin versés par Telekom Austria à certains membres du gouvernements entre 2000 et 2007, il démissionne de son poste au Conseil national le 5 septembre 2011 et annonce se retirer de la vie politique.

### Reconversion dans la finance
Wolfgang Schüssel conseille à présent[Quand ?] le trust financier Investcorp (Bahreïn). Il rejoint en 2019 le conseil des directeurs de Lukoil, le plus grand groupe pétrolier russe.

### Ouvrages
- Lionel BALAND : Jörg Haider, le phénix. Histoire de la famille politique libérale et nationale en Autriche. Éditions des Cimes, Paris, 2012.  (ISBN 979-10-91058-02-5)